# Henry Austin Bruce
Henry Austin Bruce, I barón de Aberdare, ODB, CP, JP, VT, MRS, FRHistS (16 de abril de 1815 – 25 de febrero de 1895) fue un político galés del Partido Liberal, que ostentó el cargo de Ministro del Interior del Reino Unido (1868–1873) y el de Lord presidente del Consejo.

## Biografía
Henry Bruce nació en Duffryn, Aberdare, Glamorganshire, y era hijo de John Bruce, un terrateniente de Glamorganshire, y de su primera esposa Sarah, hija del reverendo Hugh Williams Austin. El apellido original de la familia de John Bruce era Knight pero, al llegar a la adultez en 1805, John decidió adoptar el apellido Bruce: su madre, de quien había heredado la finca de Duffryn, era hija de William Bruce, un alguacil de Glamorganshire.
Henry cursó sus estudios secundarios en Bishop Gore School, Swansea (Swansea Grammar School). En 1837 comenzó a ejercer como barrister en Lincoln's Inn. El hallazgo de carbón debajo de las fincas de Duffryn y del valle de Aberdare le trajo a su familia una gran fuente de riqueza. De 1847 a 1854 Bruce fue magistrado estipendiario de Merthyr Tydfil y Aberdare, renunciando al cargo en el último año, tras ingresar en el parlamento británico como político liberal en representación de Merthyr Tydfil.

## Empresario industrial y político (1852–1868)
Bruce no tuvo oposición cuando se postuló como representante de Merthyr Tydfil en diciembre de 1852, tras el fallecimiento de Sir John Guest. Contó con el apoyo de los aliados del fallecido John Guest, en especial de los herreros de Dowlais, y fue también respetado entre los políticos de la oposición, sobre todo por los del valle de Aberdare, quienes lo considerarían su candidato. Asimismo, en el registro parlamentario de Bruce puede contemplarse cierto grado de apoyo a sus políticas liberales, exceptuando la votación. El electorado del distrito era muy reducido en esa época, ya que excluía a la vasta clase obrera. 
La relación de Bruce con los mineros de Aberdare no siempre fue buena y se deterioró tras la huelga de Aberdare de 1857-8. En un discurso dirigido a los mineros en Aberdare Market Hall, Bruce, en un tono conciliador, intentó persuadir a los mineros de que volvieran al trabajo. En su segundo discurso, sin embargo, arremetió contra el gremio en general, refiriéndose a la violencia acaecida como resultado de las huelgas y de presuntos casos de intimidación y actos violentos en la región. La huelga de los mineros empañó su reputación y pudo haber contribuido a su derrota en las urnas diez años más tarde. En 1855 fue nombrado administrador de GKN y jugó un papel importante en el posterior desarrollo de la industria del hierro.
En noviembre de 1862, tras casi diez años en el parlamento, se convirtió en secretario del ministerio del Interior, y se mantuvo en el cargo hasta abril de 1864. En 1864 se convirtió en consejero privado y en presidente de una organización benéfica que operaba en Inglaterra y Gales. Más tarde fue promovido a vicepresidente del Consejo de Educación.

## Elecciones generales de 1868
En 1868, con motivo de las elecciones generales, Merthyr Tydfil se convirtió en un distrito electoral representado por dos miembros, con un electorado mucho más amplio como resultado de los cambios introducidos por la Ley de la Segunda Reforma de 1867. Merthyr Tydfil había gozado de mayor representación desde su formación en detrimento de los electores del valle de Aberdare, donde la población era más escasa y se encontraba más dispersa. Sin embargo, la población de Aberdare creció rápidamente entre 1850 y 1860, y los cambios introducidos por la nueva ley de 1867 les dio voz y voto al conjunto de mineros que vivían en esa demarcación territorial. Bruce no era nada popular entre los nuevos electores, y su falta de apoyo en este sector se agravó más, si cabe, tras las huelgas de 1857 y 1858. En un principio, parecía que el herrero de Aberdare, Richard Fothergill, obtendría el segundo escaño junto a Bruce. No obstante, la aparición de un tercer candidato, Henry Richard, un inconformista radical popular tanto en Merthyr como en Aberdare, puso a Bruce a la defensiva y perdió las elecciones al quedar en último lugar.

## Carrera política posterior

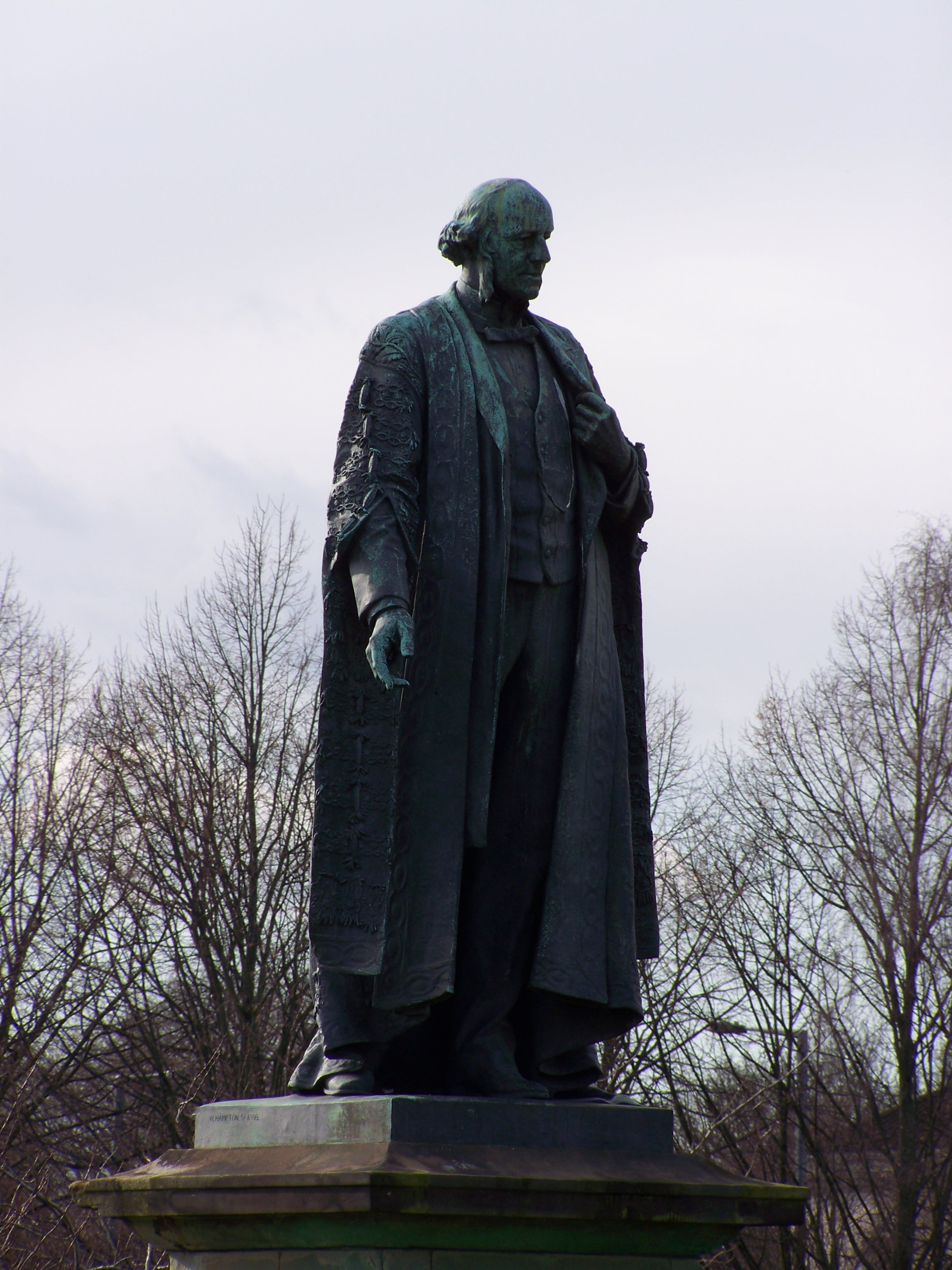
Estatua de Henry Bruce mirando la fachada principal de la Universidad de Cardiff.

Tras perder su escaño, Bruce fue elegido representante por el municipio de Renfrewshire el 25 de enero de 1869, y fue nombrado ministro del Interior por William Ewart Gladstone.  Su mandato como ministro se destacó por la reforma de la ley que regulaba el consumo de alcohol, y fue responsable de sacar adelante el proyecto de ley de 1872 que otorgaba a los magistrados la última palabra en esta competencia. Bruce incrementó las multas por conducta inapropiada en espacios públicos y redujo el número de horas en las que se permitía la venta de alcohol. En 1873 renunció a su cartera ministerial, a petición de Gladstone, para convertirse en Lord presidente del Consejo. El 23 de agosto de ese mismo año, recibió el título nobiliario de barón de Aberdare de Duffryn, en el condado de Glamorgan. Bruce hizo lo posible por conservar el mismo número de vendedores autorizados de alcohol durante al menos diez años y, en consecuencia, denegó el permiso a nuevos solicitantes. Su impopularidad a menudo entró en conflicto con su mentalidad inconformista, y al igual que el propio Gladstone, Bruce sentía inclinación por Temperance.  El barón también intentó imponer valores morales a los mineros aprobando leyes que prohibían la contratación de menores en las minas. La Ley de Sindicatos de 1871 supuso otro intento liberal de dotar de más derechos a los sindicatos, protegiéndoles de persecuciones malintencionadas.

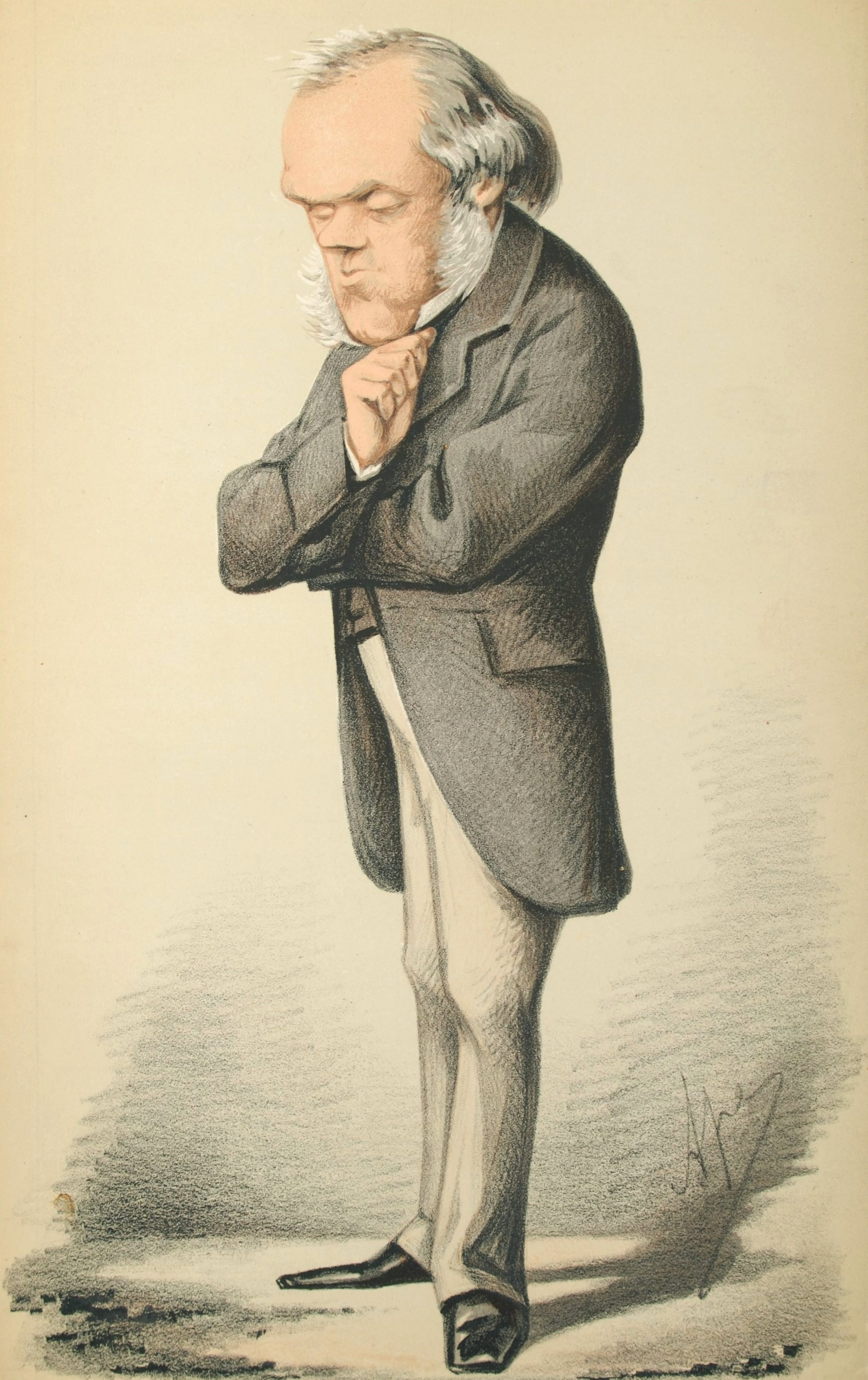
Caricatura de Bruce por Carlo Pellegrini publicada en Vanity Fair en 1869 con la leyenda "Obtuvo crédito al someterse al electorado; obtendría mayor crédito al convertirse en exsecretario de Estado en el Ministerio del Interior".

La derrota del gobierno liberal en las elecciones del siguiente año terminó con la carrera política de Bruce. El barón se dedicó entonces a cuestiones sociales, educativas y económicas. La educación fue uno de los temas que más le ocupó en los últimos años. Su interés quedó demostrado en un discurso que emitió sobre la educación en Gales el 5 de mayo de 1862. En 1880 presidió el Comité Departamental de Educación Intermedia y Superior en Gales y Monmouthshire. Su informe fue determinante para la aprobación de la Ley de Educación Intermedia de Gales de 1889. El informe también sentó las bases para la creación de una universidad en Gales. En 1883 Bruce fue elegido como el primer presidente del Colegio Universitario del Sur de Gales y Monmouthshire. En su discurso inaugural insistió en que la educación en el país no avanzaría hasta que no se crease una Universidad de Gales. La universidad de fundó finalmente en 1893 y Bruce se convirtió en su primer rector.
En 1876 fue elegido miembro de la Royal Society; de 1878 a 1891 fue presidente de la Royal Historical Society. En 1881 se convirtió en presidente de la Royal Geographical Society y del Girls' Day School Trust. En 1888 encabezó la comisión que estableció los parámetros conocidos como Official Table of Drops, en los que se listaba el intervalo de tiempo y la distancia en los que una persona con un peso determinado podía permanecer colgada tras la aplicación de la pena capital (el único método posible de ejecución judicial en el Reino Unido en ese entonces), a fin de asegurar una muerte rápida e indolora. El método consistía en romper el cuello entre la segunda vértebra y la tercera, algo que muchos definían como una «ciencia exacta», y que luego perfeccionaría el verdugo Albert Pierrepoint. Bruce mantuvo su interés por la salud de los reos, su vestimenta y su disciplina incluso en los últimos años de su carrera. En la Cámara de los Lores se refirió al sistema de reglas penitenciarias en un discurso dirigido al Comité de Asuntos Domésticos presidido por Arthur Balfour. Bruce siempre mantuvo un escepticismo saludable sobre el consumo de alcohol en la clase obrera. En 1878 exigió menos tolerancia hacia el alcoholismo excesivo. Su argumento se basaba en hechos que él mismo había experimentado al tratar con mineros borrachos. El comité intentó restringir aún más el consumo de alcohol prohibiendo su venta los domingos. Bruce nunca ocultó su intención de poner zancadillas a los bebedores de la clase obrera, algo que hizo en más de una ocasión cuando estuvo al frente del ministerio del Interior en el gobierno de  Gladstone. El proyecto de ley que regulaba el consumo de alcohol no salió adelante por la oposición de los tories y de los taberneros. La nueva ley solo regulaba la cantidad de horas de venta al público.
En 1882 comenzó una relación con el oeste de África que duraría el resto de su vida al aceptar presidir la National African Company, formada por Sir George Goldie, que en 1886 recibió una carta estatutaria con el nombre de Royal Niger Company. En 1899 el gobierno británico asumió las competencias y creó el protectorado de Nigeria. Sin embargo, los asuntos de África occidental mantuvieron a Bruce muy ocupado, y fue principalmente gracias a sus esfuerzos que en 1894 se aprobó la carta estatutaria que daría origen al Colegio Universitario del Sur de Gales y Monmouthshire, una institución constituyente de la Universidad de Gales. Actualmente forma parte de la Universidad de Cardiff. Bruce fue nombrado Caballero de la Gran Cruz de la Orden del Baño y presidió varias comisiones reales en múltiples ocasiones.

## Familia

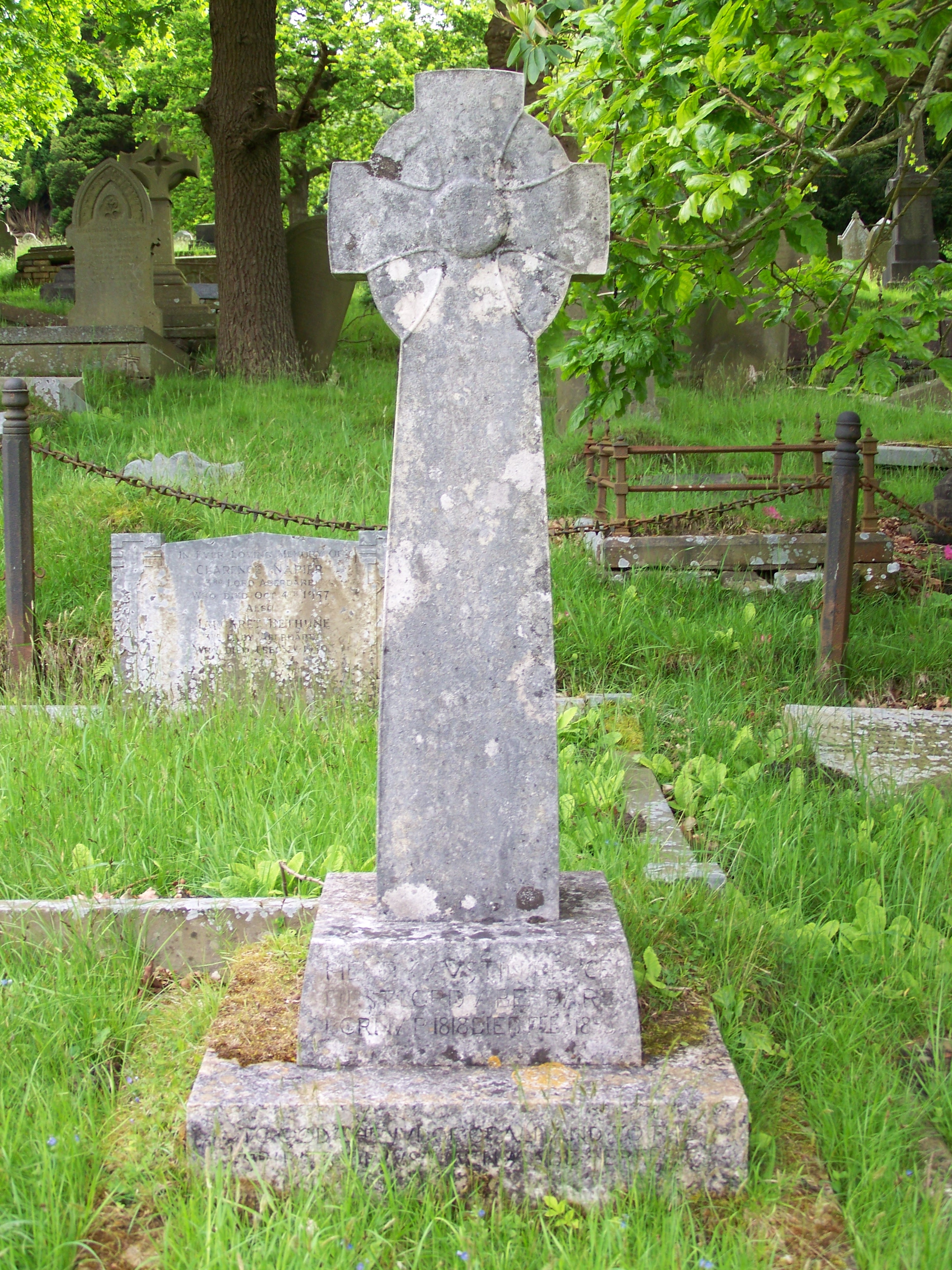
Tumba de Henry Austin Bruce en el cementerio de Aberffrwd en Mountain Ash, Gales.

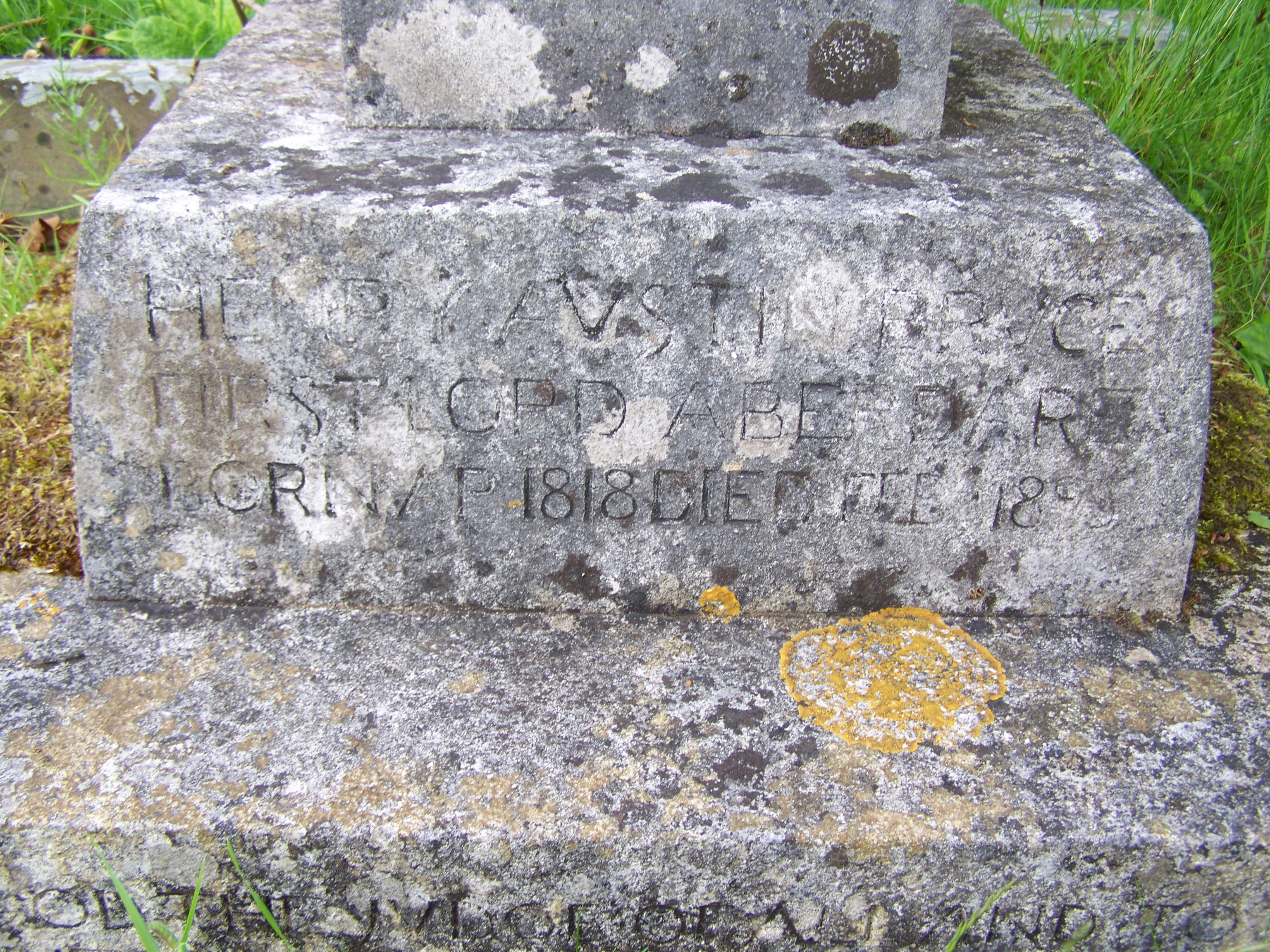
Las palabras sobre la tumba de Henry Austin Bruce en el cementerio de Aberffrwd en Mountain Ash, Gales.

Henry Bruce se casó en primeras nupcias con Annabella, hija de Richard Beadon, de Clifton, el 6 de enero de 1846. Tuvieron un hijo y tres hijas. 
- Henry Campbell Bruce, II barón.
- Margaret Cecilia se casó el 16 de septiembre de 1889 con Douglas Close Richmond, CB, MA, hijo del reverendo Henry Sylvester Richmond MA, párroco de Wyck Rissington, Glos.
- Rachel Mary contrajo matrimonio el 10 de septiembre de 1872 con Augustus George Vernon-Harcourt de St. Clare, Ryde, Isla de Wight, hijo del almirante Frederick Edward Vernon-Harcourt.
- Jessie Frances se casó el 3 de septiembre de 1878 con el reverendo John William Wynne-Jones, MA, párroco de Llantrisant, Anglesey, hijo de John Wynne-Jones JP, DL, de Treiorworth, Bodedern, Holyhead, Anglesey.

Tras la muerte de su esposa el 28 de julio de 1852, Bruce contrajo matrimonio con Norah Creina Blanche el 17 de agosto de 1854, la hija menor del teniente-general Sir William Napier, historiador de la Guerra de la Independencia Española, cuya biografía se encargó de editar. Tuvieron siete hijas y dos hijos, de los cuales:
- el menor fue el alpinista Charles Granville Bruce.
- Alice Bruce que, inspirada por las ideas de su madre, luchó por el derecho de las mujeres a la educación.[16]
- Sarah contrajo matrimonio con Montague Muir Mackenzie, abogado.[17]

Bruce, Lord Aberdare, murió en su residencia londinense en 39 Princes Gardens, W, el 25 de febrero de 1895, a los 79 años, y fue sucedido en la baronía por su único hijo varón del primer matrimonio, Henry.  Le sobrevivió su segunda esposa, Lady Aberdare, nacida en 1827, quien murió el 27 de abril de 1897. Lady Aberdare fue una defensora del derecho de las mujeres a recibir una educación y fundó el Aberdare Hall en Cardiff.

## Homenaje
Henry Austin Bruce está enterrado en el cementerio de Aberffrwd en Mountain Ash, Gales. Su parcela familiar está rodeada de una cadena, y su tumba es una simple cruz celta con un plinto doble y un cordón. En su lápida se lee el epitafio "A Dios, el Juez de todos, y a los espíritus de hombres justos más perfectos."